# Heaven's Postman
Pour plus de détails, voir Fiche technique et Distribution.
Heaven's Postman (en hangul : 천국의 우편배달부; RR : Cheongukui Woopyeon Baedalbu), également connu sous le titre de Postman to Heaven ou Heaven's Mail Deliverer, est un film nippon-coréen réalisé par Lee Hyung-min, sorti en 2009.

## Synopsis
Shin Jae-joon, postier dans le coma à la suite d'un accident de voiture, distribue des lettres écrites par les vivants à des êtres décédés qui comptent beaucoup pour eux : son esprit est en effet coincé entre le monde des vivants et le monde des morts. Seules les personnes pleurant la mort d'un être cher peuvent le voir.
Jo Hana tente d'envoyer une lettre à son petit ami décédé et rencontre Shin Jae-joon.

## Fiche technique
- Titre original : 천국의 우편배달부, Cheongukui Woopyeon Baedalbu
- Titre anglais : Heaven's Postman
- Titre japonais : Tengoku e no Yuubin Haitatsunin
- Réalisation : Lee Hyung-min
- Scénario : Eriko Kitagawa
- Production : Shin Hyun-taek et Go Dae-jung
- Photographie : Jin Jin
- Société de production : CJ Entertainment, Samhwa Networks
- Société de distribution : CJ Entertainment, Tōhō
- Pays d'origine :  Corée du Sud,  Japon
- Langue originale : coréen
- Format : Couleur - 1.85 : 1
- Dates de sortie :
  - Corée du Sud : 12 décembre 2009
  - Japon : 29 mai 2010

## Distribution
- Kim Jaejoong : Shin Jae-joon / Yuu
- Han Hyo-joo : Jo Hana / Saki
- Shin Goo : Choi Geun-bae
- Kim Chang-wan : Lee Moon-gyo
- Yook Mi-ra : La femme de Moon-gyo
- Ju Jin-mo : Yoon Jeon-soo
- Lee Doo-il : Goo Dae-bong
- Jang Jung-hee : La mère de Woo-sub

## Bande-originale
| No  | Titre                                      | Musique               | Durée |
| --- | ------------------------------------------ | --------------------- | ----- |
| 1.  | Intro                                      |                       | 01:23 |
| 2.  | Last Days Of Autumn (Theme, Guitar Ver.)   |                       | 02:08 |
| 3.  | Hill (언덕)                                |                       | 01:06 |
| 4.  | A Letter To You (Prologue, Piano Ver.)     |                       | 02:41 |
| 5.  | Something Suspicious                       |                       | 01:07 |
| 6.  | Cloud Cause Rain (구름이 비가 되어)        |                       | 01:49 |
| 7.  | Last Days Of Autumn (Theme, Original Ver.) |                       | 02:08 |
| 8.  | A Strange Face (낯설은 얼굴)               |                       | 03:25 |
| 9.  | Only You (사랑하는 사람에게)               |                       | 01:57 |
| 10. | Postman (우편배달부)                       |                       | 01:28 |
| 11. | A Letter To You (Prologue, Original Ver.)  |                       | 02:07 |
| 12. | One & Only Love For Me                     |                       | 04:00 |
| 13. | Rainy Sunday                               | Z'ta                  | 04:27 |
| 14. | Anytime                                    | Natural feat. Min Who | 04:38 |

## Autour du film
- Le film fait partie d'un des sept longs-métrages en mini-drama du projet Telecinema7. Le projet a été collaboré entre les réalisateurs de télévision sud-coréenne et les scénaristes de télévision japonaise. Les sept longs-métrages sont sortis en salle limitée et ont été diffusés à la télévision[1].

- Heaven's Postman a été diffusée le 25 septembre 2010 sur la chaîne sud-coréenne SBS et le 27 août 2011 sur la chaîne japonaise TV Asahi.